# Remi
Remi är en schackterm som innebär att ett schackparti har slutat oavgjort.
|   | a | b | c | d | e | f | g | h |   |
| 8 | d8 svart löpare · g8 svart kung · a5 svart bonde · c5 svart bonde · e5 svart bonde · g5 svart bonde · a4 vit bonde · c4 vit bonde · e4 vit bonde · g4 vit bonde · e2 vit löpare · g1 vit kung | d8 svart löpare · g8 svart kung · a5 svart bonde · c5 svart bonde · e5 svart bonde · g5 svart bonde · a4 vit bonde · c4 vit bonde · e4 vit bonde · g4 vit bonde · e2 vit löpare · g1 vit kung | d8 svart löpare · g8 svart kung · a5 svart bonde · c5 svart bonde · e5 svart bonde · g5 svart bonde · a4 vit bonde · c4 vit bonde · e4 vit bonde · g4 vit bonde · e2 vit löpare · g1 vit kung | d8 svart löpare · g8 svart kung · a5 svart bonde · c5 svart bonde · e5 svart bonde · g5 svart bonde · a4 vit bonde · c4 vit bonde · e4 vit bonde · g4 vit bonde · e2 vit löpare · g1 vit kung | d8 svart löpare · g8 svart kung · a5 svart bonde · c5 svart bonde · e5 svart bonde · g5 svart bonde · a4 vit bonde · c4 vit bonde · e4 vit bonde · g4 vit bonde · e2 vit löpare · g1 vit kung | d8 svart löpare · g8 svart kung · a5 svart bonde · c5 svart bonde · e5 svart bonde · g5 svart bonde · a4 vit bonde · c4 vit bonde · e4 vit bonde · g4 vit bonde · e2 vit löpare · g1 vit kung | d8 svart löpare · g8 svart kung · a5 svart bonde · c5 svart bonde · e5 svart bonde · g5 svart bonde · a4 vit bonde · c4 vit bonde · e4 vit bonde · g4 vit bonde · e2 vit löpare · g1 vit kung | d8 svart löpare · g8 svart kung · a5 svart bonde · c5 svart bonde · e5 svart bonde · g5 svart bonde · a4 vit bonde · c4 vit bonde · e4 vit bonde · g4 vit bonde · e2 vit löpare · g1 vit kung | 8 |
| 7 | d8 svart löpare · g8 svart kung · a5 svart bonde · c5 svart bonde · e5 svart bonde · g5 svart bonde · a4 vit bonde · c4 vit bonde · e4 vit bonde · g4 vit bonde · e2 vit löpare · g1 vit kung | d8 svart löpare · g8 svart kung · a5 svart bonde · c5 svart bonde · e5 svart bonde · g5 svart bonde · a4 vit bonde · c4 vit bonde · e4 vit bonde · g4 vit bonde · e2 vit löpare · g1 vit kung | d8 svart löpare · g8 svart kung · a5 svart bonde · c5 svart bonde · e5 svart bonde · g5 svart bonde · a4 vit bonde · c4 vit bonde · e4 vit bonde · g4 vit bonde · e2 vit löpare · g1 vit kung | d8 svart löpare · g8 svart kung · a5 svart bonde · c5 svart bonde · e5 svart bonde · g5 svart bonde · a4 vit bonde · c4 vit bonde · e4 vit bonde · g4 vit bonde · e2 vit löpare · g1 vit kung | d8 svart löpare · g8 svart kung · a5 svart bonde · c5 svart bonde · e5 svart bonde · g5 svart bonde · a4 vit bonde · c4 vit bonde · e4 vit bonde · g4 vit bonde · e2 vit löpare · g1 vit kung | d8 svart löpare · g8 svart kung · a5 svart bonde · c5 svart bonde · e5 svart bonde · g5 svart bonde · a4 vit bonde · c4 vit bonde · e4 vit bonde · g4 vit bonde · e2 vit löpare · g1 vit kung | d8 svart löpare · g8 svart kung · a5 svart bonde · c5 svart bonde · e5 svart bonde · g5 svart bonde · a4 vit bonde · c4 vit bonde · e4 vit bonde · g4 vit bonde · e2 vit löpare · g1 vit kung | d8 svart löpare · g8 svart kung · a5 svart bonde · c5 svart bonde · e5 svart bonde · g5 svart bonde · a4 vit bonde · c4 vit bonde · e4 vit bonde · g4 vit bonde · e2 vit löpare · g1 vit kung | 7 |
| 6 | d8 svart löpare · g8 svart kung · a5 svart bonde · c5 svart bonde · e5 svart bonde · g5 svart bonde · a4 vit bonde · c4 vit bonde · e4 vit bonde · g4 vit bonde · e2 vit löpare · g1 vit kung | d8 svart löpare · g8 svart kung · a5 svart bonde · c5 svart bonde · e5 svart bonde · g5 svart bonde · a4 vit bonde · c4 vit bonde · e4 vit bonde · g4 vit bonde · e2 vit löpare · g1 vit kung | d8 svart löpare · g8 svart kung · a5 svart bonde · c5 svart bonde · e5 svart bonde · g5 svart bonde · a4 vit bonde · c4 vit bonde · e4 vit bonde · g4 vit bonde · e2 vit löpare · g1 vit kung | d8 svart löpare · g8 svart kung · a5 svart bonde · c5 svart bonde · e5 svart bonde · g5 svart bonde · a4 vit bonde · c4 vit bonde · e4 vit bonde · g4 vit bonde · e2 vit löpare · g1 vit kung | d8 svart löpare · g8 svart kung · a5 svart bonde · c5 svart bonde · e5 svart bonde · g5 svart bonde · a4 vit bonde · c4 vit bonde · e4 vit bonde · g4 vit bonde · e2 vit löpare · g1 vit kung | d8 svart löpare · g8 svart kung · a5 svart bonde · c5 svart bonde · e5 svart bonde · g5 svart bonde · a4 vit bonde · c4 vit bonde · e4 vit bonde · g4 vit bonde · e2 vit löpare · g1 vit kung | d8 svart löpare · g8 svart kung · a5 svart bonde · c5 svart bonde · e5 svart bonde · g5 svart bonde · a4 vit bonde · c4 vit bonde · e4 vit bonde · g4 vit bonde · e2 vit löpare · g1 vit kung | d8 svart löpare · g8 svart kung · a5 svart bonde · c5 svart bonde · e5 svart bonde · g5 svart bonde · a4 vit bonde · c4 vit bonde · e4 vit bonde · g4 vit bonde · e2 vit löpare · g1 vit kung | 6 |
| 5 | d8 svart löpare · g8 svart kung · a5 svart bonde · c5 svart bonde · e5 svart bonde · g5 svart bonde · a4 vit bonde · c4 vit bonde · e4 vit bonde · g4 vit bonde · e2 vit löpare · g1 vit kung | d8 svart löpare · g8 svart kung · a5 svart bonde · c5 svart bonde · e5 svart bonde · g5 svart bonde · a4 vit bonde · c4 vit bonde · e4 vit bonde · g4 vit bonde · e2 vit löpare · g1 vit kung | d8 svart löpare · g8 svart kung · a5 svart bonde · c5 svart bonde · e5 svart bonde · g5 svart bonde · a4 vit bonde · c4 vit bonde · e4 vit bonde · g4 vit bonde · e2 vit löpare · g1 vit kung | d8 svart löpare · g8 svart kung · a5 svart bonde · c5 svart bonde · e5 svart bonde · g5 svart bonde · a4 vit bonde · c4 vit bonde · e4 vit bonde · g4 vit bonde · e2 vit löpare · g1 vit kung | d8 svart löpare · g8 svart kung · a5 svart bonde · c5 svart bonde · e5 svart bonde · g5 svart bonde · a4 vit bonde · c4 vit bonde · e4 vit bonde · g4 vit bonde · e2 vit löpare · g1 vit kung | d8 svart löpare · g8 svart kung · a5 svart bonde · c5 svart bonde · e5 svart bonde · g5 svart bonde · a4 vit bonde · c4 vit bonde · e4 vit bonde · g4 vit bonde · e2 vit löpare · g1 vit kung | d8 svart löpare · g8 svart kung · a5 svart bonde · c5 svart bonde · e5 svart bonde · g5 svart bonde · a4 vit bonde · c4 vit bonde · e4 vit bonde · g4 vit bonde · e2 vit löpare · g1 vit kung | d8 svart löpare · g8 svart kung · a5 svart bonde · c5 svart bonde · e5 svart bonde · g5 svart bonde · a4 vit bonde · c4 vit bonde · e4 vit bonde · g4 vit bonde · e2 vit löpare · g1 vit kung | 5 |
| 4 | d8 svart löpare · g8 svart kung · a5 svart bonde · c5 svart bonde · e5 svart bonde · g5 svart bonde · a4 vit bonde · c4 vit bonde · e4 vit bonde · g4 vit bonde · e2 vit löpare · g1 vit kung | d8 svart löpare · g8 svart kung · a5 svart bonde · c5 svart bonde · e5 svart bonde · g5 svart bonde · a4 vit bonde · c4 vit bonde · e4 vit bonde · g4 vit bonde · e2 vit löpare · g1 vit kung | d8 svart löpare · g8 svart kung · a5 svart bonde · c5 svart bonde · e5 svart bonde · g5 svart bonde · a4 vit bonde · c4 vit bonde · e4 vit bonde · g4 vit bonde · e2 vit löpare · g1 vit kung | d8 svart löpare · g8 svart kung · a5 svart bonde · c5 svart bonde · e5 svart bonde · g5 svart bonde · a4 vit bonde · c4 vit bonde · e4 vit bonde · g4 vit bonde · e2 vit löpare · g1 vit kung | d8 svart löpare · g8 svart kung · a5 svart bonde · c5 svart bonde · e5 svart bonde · g5 svart bonde · a4 vit bonde · c4 vit bonde · e4 vit bonde · g4 vit bonde · e2 vit löpare · g1 vit kung | d8 svart löpare · g8 svart kung · a5 svart bonde · c5 svart bonde · e5 svart bonde · g5 svart bonde · a4 vit bonde · c4 vit bonde · e4 vit bonde · g4 vit bonde · e2 vit löpare · g1 vit kung | d8 svart löpare · g8 svart kung · a5 svart bonde · c5 svart bonde · e5 svart bonde · g5 svart bonde · a4 vit bonde · c4 vit bonde · e4 vit bonde · g4 vit bonde · e2 vit löpare · g1 vit kung | d8 svart löpare · g8 svart kung · a5 svart bonde · c5 svart bonde · e5 svart bonde · g5 svart bonde · a4 vit bonde · c4 vit bonde · e4 vit bonde · g4 vit bonde · e2 vit löpare · g1 vit kung | 4 |
| 3 | d8 svart löpare · g8 svart kung · a5 svart bonde · c5 svart bonde · e5 svart bonde · g5 svart bonde · a4 vit bonde · c4 vit bonde · e4 vit bonde · g4 vit bonde · e2 vit löpare · g1 vit kung | d8 svart löpare · g8 svart kung · a5 svart bonde · c5 svart bonde · e5 svart bonde · g5 svart bonde · a4 vit bonde · c4 vit bonde · e4 vit bonde · g4 vit bonde · e2 vit löpare · g1 vit kung | d8 svart löpare · g8 svart kung · a5 svart bonde · c5 svart bonde · e5 svart bonde · g5 svart bonde · a4 vit bonde · c4 vit bonde · e4 vit bonde · g4 vit bonde · e2 vit löpare · g1 vit kung | d8 svart löpare · g8 svart kung · a5 svart bonde · c5 svart bonde · e5 svart bonde · g5 svart bonde · a4 vit bonde · c4 vit bonde · e4 vit bonde · g4 vit bonde · e2 vit löpare · g1 vit kung | d8 svart löpare · g8 svart kung · a5 svart bonde · c5 svart bonde · e5 svart bonde · g5 svart bonde · a4 vit bonde · c4 vit bonde · e4 vit bonde · g4 vit bonde · e2 vit löpare · g1 vit kung | d8 svart löpare · g8 svart kung · a5 svart bonde · c5 svart bonde · e5 svart bonde · g5 svart bonde · a4 vit bonde · c4 vit bonde · e4 vit bonde · g4 vit bonde · e2 vit löpare · g1 vit kung | d8 svart löpare · g8 svart kung · a5 svart bonde · c5 svart bonde · e5 svart bonde · g5 svart bonde · a4 vit bonde · c4 vit bonde · e4 vit bonde · g4 vit bonde · e2 vit löpare · g1 vit kung | d8 svart löpare · g8 svart kung · a5 svart bonde · c5 svart bonde · e5 svart bonde · g5 svart bonde · a4 vit bonde · c4 vit bonde · e4 vit bonde · g4 vit bonde · e2 vit löpare · g1 vit kung | 3 |
| 2 | d8 svart löpare · g8 svart kung · a5 svart bonde · c5 svart bonde · e5 svart bonde · g5 svart bonde · a4 vit bonde · c4 vit bonde · e4 vit bonde · g4 vit bonde · e2 vit löpare · g1 vit kung | d8 svart löpare · g8 svart kung · a5 svart bonde · c5 svart bonde · e5 svart bonde · g5 svart bonde · a4 vit bonde · c4 vit bonde · e4 vit bonde · g4 vit bonde · e2 vit löpare · g1 vit kung | d8 svart löpare · g8 svart kung · a5 svart bonde · c5 svart bonde · e5 svart bonde · g5 svart bonde · a4 vit bonde · c4 vit bonde · e4 vit bonde · g4 vit bonde · e2 vit löpare · g1 vit kung | d8 svart löpare · g8 svart kung · a5 svart bonde · c5 svart bonde · e5 svart bonde · g5 svart bonde · a4 vit bonde · c4 vit bonde · e4 vit bonde · g4 vit bonde · e2 vit löpare · g1 vit kung | d8 svart löpare · g8 svart kung · a5 svart bonde · c5 svart bonde · e5 svart bonde · g5 svart bonde · a4 vit bonde · c4 vit bonde · e4 vit bonde · g4 vit bonde · e2 vit löpare · g1 vit kung | d8 svart löpare · g8 svart kung · a5 svart bonde · c5 svart bonde · e5 svart bonde · g5 svart bonde · a4 vit bonde · c4 vit bonde · e4 vit bonde · g4 vit bonde · e2 vit löpare · g1 vit kung | d8 svart löpare · g8 svart kung · a5 svart bonde · c5 svart bonde · e5 svart bonde · g5 svart bonde · a4 vit bonde · c4 vit bonde · e4 vit bonde · g4 vit bonde · e2 vit löpare · g1 vit kung | d8 svart löpare · g8 svart kung · a5 svart bonde · c5 svart bonde · e5 svart bonde · g5 svart bonde · a4 vit bonde · c4 vit bonde · e4 vit bonde · g4 vit bonde · e2 vit löpare · g1 vit kung | 2 |
| 1 | d8 svart löpare · g8 svart kung · a5 svart bonde · c5 svart bonde · e5 svart bonde · g5 svart bonde · a4 vit bonde · c4 vit bonde · e4 vit bonde · g4 vit bonde · e2 vit löpare · g1 vit kung | d8 svart löpare · g8 svart kung · a5 svart bonde · c5 svart bonde · e5 svart bonde · g5 svart bonde · a4 vit bonde · c4 vit bonde · e4 vit bonde · g4 vit bonde · e2 vit löpare · g1 vit kung | d8 svart löpare · g8 svart kung · a5 svart bonde · c5 svart bonde · e5 svart bonde · g5 svart bonde · a4 vit bonde · c4 vit bonde · e4 vit bonde · g4 vit bonde · e2 vit löpare · g1 vit kung | d8 svart löpare · g8 svart kung · a5 svart bonde · c5 svart bonde · e5 svart bonde · g5 svart bonde · a4 vit bonde · c4 vit bonde · e4 vit bonde · g4 vit bonde · e2 vit löpare · g1 vit kung | d8 svart löpare · g8 svart kung · a5 svart bonde · c5 svart bonde · e5 svart bonde · g5 svart bonde · a4 vit bonde · c4 vit bonde · e4 vit bonde · g4 vit bonde · e2 vit löpare · g1 vit kung | d8 svart löpare · g8 svart kung · a5 svart bonde · c5 svart bonde · e5 svart bonde · g5 svart bonde · a4 vit bonde · c4 vit bonde · e4 vit bonde · g4 vit bonde · e2 vit löpare · g1 vit kung | d8 svart löpare · g8 svart kung · a5 svart bonde · c5 svart bonde · e5 svart bonde · g5 svart bonde · a4 vit bonde · c4 vit bonde · e4 vit bonde · g4 vit bonde · e2 vit löpare · g1 vit kung | d8 svart löpare · g8 svart kung · a5 svart bonde · c5 svart bonde · e5 svart bonde · g5 svart bonde · a4 vit bonde · c4 vit bonde · e4 vit bonde · g4 vit bonde · e2 vit löpare · g1 vit kung | 1 |
|   | a | b | c | d | e | f | g | h |   |

|   | a                                                                | b                                                                | c                                                                | d                                                                | e                                                                | f                                                                | g                                                                | h                                                                |   |
| 8 | a8 vit kung · a7 vit springare · b7 svart löpare · c7 svart kung | a8 vit kung · a7 vit springare · b7 svart löpare · c7 svart kung | a8 vit kung · a7 vit springare · b7 svart löpare · c7 svart kung | a8 vit kung · a7 vit springare · b7 svart löpare · c7 svart kung | a8 vit kung · a7 vit springare · b7 svart löpare · c7 svart kung | a8 vit kung · a7 vit springare · b7 svart löpare · c7 svart kung | a8 vit kung · a7 vit springare · b7 svart löpare · c7 svart kung | a8 vit kung · a7 vit springare · b7 svart löpare · c7 svart kung | 8 |
| 7 | a8 vit kung · a7 vit springare · b7 svart löpare · c7 svart kung | a8 vit kung · a7 vit springare · b7 svart löpare · c7 svart kung | a8 vit kung · a7 vit springare · b7 svart löpare · c7 svart kung | a8 vit kung · a7 vit springare · b7 svart löpare · c7 svart kung | a8 vit kung · a7 vit springare · b7 svart löpare · c7 svart kung | a8 vit kung · a7 vit springare · b7 svart löpare · c7 svart kung | a8 vit kung · a7 vit springare · b7 svart löpare · c7 svart kung | a8 vit kung · a7 vit springare · b7 svart löpare · c7 svart kung | 7 |
| 6 | a8 vit kung · a7 vit springare · b7 svart löpare · c7 svart kung | a8 vit kung · a7 vit springare · b7 svart löpare · c7 svart kung | a8 vit kung · a7 vit springare · b7 svart löpare · c7 svart kung | a8 vit kung · a7 vit springare · b7 svart löpare · c7 svart kung | a8 vit kung · a7 vit springare · b7 svart löpare · c7 svart kung | a8 vit kung · a7 vit springare · b7 svart löpare · c7 svart kung | a8 vit kung · a7 vit springare · b7 svart löpare · c7 svart kung | a8 vit kung · a7 vit springare · b7 svart löpare · c7 svart kung | 6 |
| 5 | a8 vit kung · a7 vit springare · b7 svart löpare · c7 svart kung | a8 vit kung · a7 vit springare · b7 svart löpare · c7 svart kung | a8 vit kung · a7 vit springare · b7 svart löpare · c7 svart kung | a8 vit kung · a7 vit springare · b7 svart löpare · c7 svart kung | a8 vit kung · a7 vit springare · b7 svart löpare · c7 svart kung | a8 vit kung · a7 vit springare · b7 svart löpare · c7 svart kung | a8 vit kung · a7 vit springare · b7 svart löpare · c7 svart kung | a8 vit kung · a7 vit springare · b7 svart löpare · c7 svart kung | 5 |
| 4 | a8 vit kung · a7 vit springare · b7 svart löpare · c7 svart kung | a8 vit kung · a7 vit springare · b7 svart löpare · c7 svart kung | a8 vit kung · a7 vit springare · b7 svart löpare · c7 svart kung | a8 vit kung · a7 vit springare · b7 svart löpare · c7 svart kung | a8 vit kung · a7 vit springare · b7 svart löpare · c7 svart kung | a8 vit kung · a7 vit springare · b7 svart löpare · c7 svart kung | a8 vit kung · a7 vit springare · b7 svart löpare · c7 svart kung | a8 vit kung · a7 vit springare · b7 svart löpare · c7 svart kung | 4 |
| 3 | a8 vit kung · a7 vit springare · b7 svart löpare · c7 svart kung | a8 vit kung · a7 vit springare · b7 svart löpare · c7 svart kung | a8 vit kung · a7 vit springare · b7 svart löpare · c7 svart kung | a8 vit kung · a7 vit springare · b7 svart löpare · c7 svart kung | a8 vit kung · a7 vit springare · b7 svart löpare · c7 svart kung | a8 vit kung · a7 vit springare · b7 svart löpare · c7 svart kung | a8 vit kung · a7 vit springare · b7 svart löpare · c7 svart kung | a8 vit kung · a7 vit springare · b7 svart löpare · c7 svart kung | 3 |
| 2 | a8 vit kung · a7 vit springare · b7 svart löpare · c7 svart kung | a8 vit kung · a7 vit springare · b7 svart löpare · c7 svart kung | a8 vit kung · a7 vit springare · b7 svart löpare · c7 svart kung | a8 vit kung · a7 vit springare · b7 svart löpare · c7 svart kung | a8 vit kung · a7 vit springare · b7 svart löpare · c7 svart kung | a8 vit kung · a7 vit springare · b7 svart löpare · c7 svart kung | a8 vit kung · a7 vit springare · b7 svart löpare · c7 svart kung | a8 vit kung · a7 vit springare · b7 svart löpare · c7 svart kung | 2 |
| 1 | a8 vit kung · a7 vit springare · b7 svart löpare · c7 svart kung | a8 vit kung · a7 vit springare · b7 svart löpare · c7 svart kung | a8 vit kung · a7 vit springare · b7 svart löpare · c7 svart kung | a8 vit kung · a7 vit springare · b7 svart löpare · c7 svart kung | a8 vit kung · a7 vit springare · b7 svart löpare · c7 svart kung | a8 vit kung · a7 vit springare · b7 svart löpare · c7 svart kung | a8 vit kung · a7 vit springare · b7 svart löpare · c7 svart kung | a8 vit kung · a7 vit springare · b7 svart löpare · c7 svart kung | 1 |
|   | a                                                                | b                                                                | c                                                                | d                                                                | e                                                                | f                                                                | g                                                                | h                                                                |   |

## Villkor för att uppnå remi
Ett parti är remi om någon av följande situationer uppstår:
- Spelaren vid draget (den som står i tur att göra sitt drag) kan inte utföra något regelrätt drag och dennes kung står inte i schack. Detta kallas patt.
- Dragupprepning: en sekvens av drag har upprepats tre gånger efter varandra utan några andra drag emellan.
- Ingen av spelarna har tillräckligt med pjäser för att kunna åstadkomma schackmatt med någon följd av regelrätta drag, till exempel kung och löpare mot ensam kung.
- Den ene spelaren bjuder remi och den andre accepterar. Detta är den klart vanligaste remiorsaken. I tävlingar ska den som vill bjuda remi göra det efter att vederbörande utfört sitt drag men innan schackklockan slagits om, även om andra remianbud också är giltiga. Det kan också finnas tävlingsbestämmelser om att man inte får bjuda remi innan man utfört ett minsta antal drag eller att man måste ha domarens godkännade.
- Exakt samma ställning har uppkommit tre eller fler gånger och spelaren vid draget kräver remi (vilket är valfritt).
- 50 drag i rad har spelats utan att någon pjäs slagits eller någon bonde flyttats. Detta är vanligast i slutspelsställningar.